# Waitsfield
Waitsfield ist eine Town im Washington County des Bundesstaates Vermont in den Vereinigten Staaten mit 1844 Einwohnern (laut Volkszählung von 2020).

## Geografie

### Geografische Lage
Waitsfield liegt im Süden des Washington Countys. Das Gebiet liegt im südlichen Teil der Green Mountains und ist dementsprechend stark hügelig. Der größte Fluss der Gegend, der Mad River, ein Zufluss des Winooski River, durchzieht die Town im Westen und bildet die Hauptachse für die Besiedlung und die Verkehrsachsen durch die Berge. Waitsfield ist überwiegend landwirtschaftlich ausgerichtet, profitiert aber als Touristenzentrum von drei nahe gelegenen Wintersportgebieten.

### Nachbargemeinden
Alle Entfernungen sind als Luftlinien zwischen den offiziellen Koordinaten der Orte aus der Volkszählung 2010 angegeben.
- Norden: Duxbury, 16,5 km
- Nordosten: Montpelier, 19,5 km
- Osten: Northfield, 11,5 km
- Südosten: Roxbury, 11,0 km
- Südwesten: Huntington, 21,5 km
- Westen: Bristol, 23,0 km
- Nordwesten: Fayston, 6,0 km

### Klima
Die mittlere Durchschnittstemperatur in Worcester liegt zwischen −10 °C (14 °Fahrenheit) im Januar und 17,8 °C (64 °Fahrenheit) im Juli. Die Schneefälle zwischen Oktober und Mai liegen mit bis zu einem halben Meter (19,5 Inch) etwa doppelt so hoch wie die mittlere Schneehöhe in den USA. Die tägliche Sonnenscheindauer liegt am unteren Rand des Wertespektrums der USA.

## Geschichte
Die Fläche der Ortschaft war in den ersten großen Besiedlungsaktionen, die ab etwa 1750 die großen Flächen am westlich gelegenen Lake Champlain und entlang des östlich gelegenen Connecticut River erschlossen, unberücksichtigt geblieben: Ihre Lage in den Bergen ließen sie für landwirtschaftliche Nutzung weniger prädestiniert erscheinen. So wurde das Gebiet erst nach Ende des Unabhängigkeitskrieges als Siedlungsfläche ausgewiesen und am 25. Februar 1782 an eine Siedlergruppe unter Benjamin Wait, der zum Namensgeber der neuen Ortschaft wurde, verkauft. Die Urkunde weist dabei eine Fläche von 23.030 acres (etwa 92 km²) aus; eine spätere Vermessung aus dem Jahr 1788 korrigierte diese Fläche auf 23.850 acres (etwa 95 km²). Die erste Besiedelung fand ab 1789 statt.
Die konstituierende Stadtversammlung der Gemeinde wurde am 25. März 1794 abgehalten. Im September 1795 folgte die Wahl des ersten eigenen Abgeordneten der Town in den Senat von Vermont. Die Anzahl der Stimmberechtigten ist überliefert, es waren 27. Ab 1796 war die Gemeinde so weit angewachsen, dass die erste Kirchengemeinde gegründet wurde; ein erster fester Kirchenbau, noch aus Holz, entstand 1807. Durch eine Gebietsabtretung an das östlich gelegene Northfield wurde die Fläche der Town am 7. November 1822 um etwa 30 % auf ihr heutiges Maß verringert.
Um 1840 wurden die Flächen des Ortes in erster Linie für den Getreide- und Kartoffelanbau genutzt. Der Bahnbau, der ab etwa 1850 die Gegend erschloss, querte die Green Mountains nördlich und südlich von Waitsfield in westlicher Richtung, erschloss aber nicht den Ort, der in einem Nord-Süd-Tal liegt. Dadurch wurde keine besondere Industrialisierung forciert. Der amerikanische Bürgerkrieg, der Erste Weltkrieg, die Weltwirtschaftskrise und der Zweite Weltkrieg hinterließen keine direkten Auswirkungen auf die abgeschiedene Ortschaft. Waitsfield blieb weiterhin streng landwirtschaftlich ausgerichtet, nur die Produkte wechselten. Die in allen ländlichen Gebieten Vermonts zu erkennende Verringerung der Bevölkerungszahl zugunsten der großen Ballungszentren fiel in Waitsfield zwar deutlich aus, wurde aber durch die Nähe der Zentren Montpelier und Barre City abgemildert: Der Ort eignete sich gut als Ausgangspunkt für Pendler. Erst der Bau von Wintersportgebieten im Tal des Mad River und der drei östlich gelegenen Wintersportgebiete an Mount Ellen, am Camels Hump und dem Sugarbush Resort kehrte die Entwicklung der Einwohnerzahlen um. Zwischen 1960 und 2010 stieg die Bevölkerungszahl fast auf das Dreifache an.

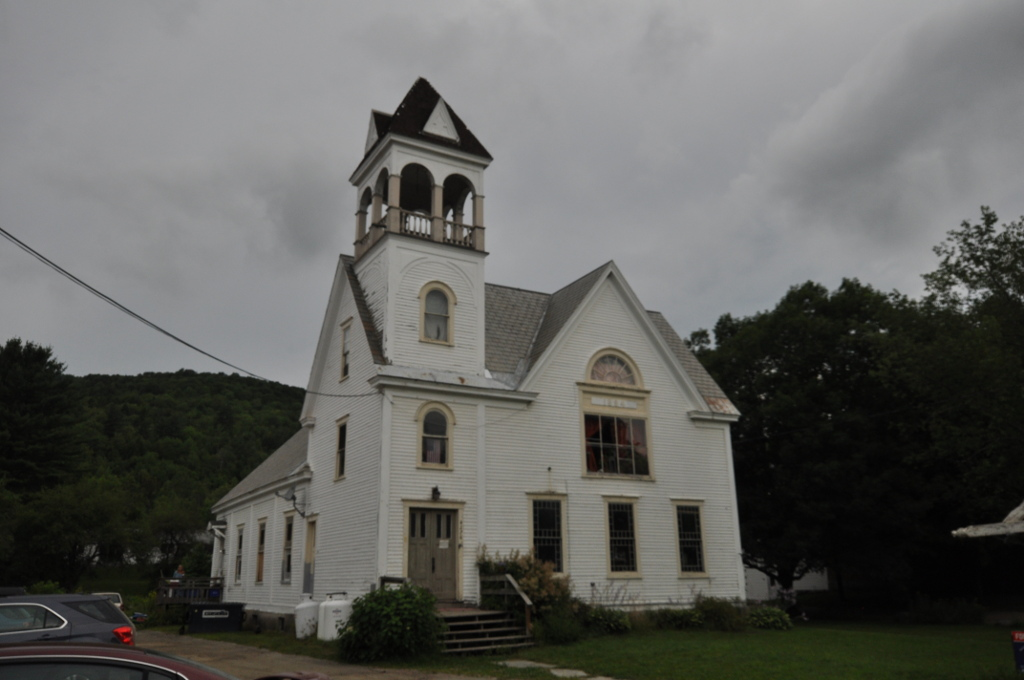
Kirche in Waitsfield

In der Gemeinde finden sich drei Kirchengemeinden (je eine Gemeinde der United Church of Christ, der Katholiken und der Episcopalen).

### Einwohnerentwicklung
| Volkszählungsergebnisse – Town of Waitsfield, Vermont | Volkszählungsergebnisse – Town of Waitsfield, Vermont | Volkszählungsergebnisse – Town of Waitsfield, Vermont | Volkszählungsergebnisse – Town of Waitsfield, Vermont | Volkszählungsergebnisse – Town of Waitsfield, Vermont | Volkszählungsergebnisse – Town of Waitsfield, Vermont | Volkszählungsergebnisse – Town of Waitsfield, Vermont | Volkszählungsergebnisse – Town of Waitsfield, Vermont | Volkszählungsergebnisse – Town of Waitsfield, Vermont | Volkszählungsergebnisse – Town of Waitsfield, Vermont | Volkszählungsergebnisse – Town of Waitsfield, Vermont |
| Jahr                                                  | 1800                                                  | 1810                                                  | 1820                                                  | 1830                                                  | 1840                                                  | 1850                                                  | 1860                                                  | 1870                                                  | 1880                                                  | 1890                                                  |
| ----------------------------------------------------- | ----------------------------------------------------- | ----------------------------------------------------- | ----------------------------------------------------- | ----------------------------------------------------- | ----------------------------------------------------- | ----------------------------------------------------- | ----------------------------------------------------- | ----------------------------------------------------- | ----------------------------------------------------- | ----------------------------------------------------- |
| Einwohner                                             | 473                                                   | 647                                                   | 935                                                   | 968                                                   | 1048                                                  | 1021                                                  | 1005                                                  | 948                                                   | 938                                                   | 815                                                   |
| Jahr                                                  | 1900                                                  | 1910                                                  | 1920                                                  | 1930                                                  | 1940                                                  | 1950                                                  | 1960                                                  | 1970                                                  | 1980                                                  | 1990                                                  |
| Einwohner                                             | 760                                                   | 709                                                   | 682                                                   | 723                                                   | 706                                                   | 661                                                   | 658                                                   | 837                                                   | 1300                                                  | 1422                                                  |
| Jahr                                                  | 2000                                                  | 2010                                                  | 2020                                                  | 2030                                                  | 2040                                                  | 2050                                                  | 2060                                                  | 2070                                                  | 2080                                                  | 2090                                                  |
| Einwohner                                             | 1659                                                  | 1719                                                  | 1844                                                  |                                                       |                                                       |                                                       |                                                       |                                                       |                                                       |                                                       |

## Wirtschaft und Infrastruktur

### Verkehr
Die Vermont State Route 100 durchquert Waitsfield in nordsüdlicher Richtung von Warren im Süden nach Moretown im Norden. Sie folgt dabei dem Mad River, durch das Haupttal Waitsfields. Von ihr zweigt die Vermont State Route 17, die in Waitsfield beginnt, in Richtung Westen führend die Skigebiete am Mount Ellen anschließt, die Ebene rund um den Lake Champlain bei Bristol erreicht und schließlich über die Lake Champlain Bridge den Bundesstaat New York mit Vermont verbindet, ab. Die nächsten Haltestellen der Amtrak befinden sich in Waterbury und Montpelier.

### Öffentliche Einrichtungen
Das Central Vermont Medical Center in Berlin ist das nächste Krankenhaus und zuständig für die Versorgung von etwa 66.000 Einwohnern in Central Vermont. Es gehört zum University of Vermont Health Network.

### Bildung
Waitsfield gehört zur Washington West Supervisory Union. Die Waitsfield Elementary School  ist eine Elementary School mit Klassen von Pre-Kindergarten bis zur sechsten Klasse.
Die Joslin Memorial Library in Weitsfield wurde im Jahr 1913 gebaut, sie war eine Spende von George A Joslin, einem Bürger von Waitsfield, der sein Vermögen im Zeitungsgeschäft gemacht hatte. Sie befindet sich an der Main Street in Waitsfield.

## Persönlichkeiten

### Söhne und Töchter der Stadt
- Roswell G. Horr (1830–1896), US-amerikanischer Politiker und Vertreter des Bundesstaates Michigan im US-Repräsentantenhaus
- Doug Lewis (* 1964), US-amerikanischer Skirennfahrer und Fernsehmoderator
- Edmund Rice (1819–1889), US-amerikanischer Politiker und Vertreter des Bundesstaates Minnesota im US-Repräsentantenhaus
- Henry Mower Rice (1816–1894), US-amerikanischer Politiker und Vertreter des Territoriums Minnesota im US-Repräsentantenhaus
- Charles W. Waterman (1861–1932), US-amerikanischer Politiker und Senator von Colorado
- Grace Potter (* 1983), US-amerikanische Rockmusikerin

### Persönlichkeiten, die vor Ort gewirkt haben
- William M. Pingry (1806–1885), Politiker und Vermont State Auditor
- Werner von Trapp (1915–2007), österreichischer Musiker